# NGC 3621
NGC 6384 je spirální galaxie v souhvězdí Hydry. Objevil ji William Herschel 17. února 1790.
Od Země je vzdálená 22 milionů světelných let a její skutečný rozměr je asi 100 000 světelných let.
Na obloze leží 3,5° severozápadně od hvězdy Ksí Hydrae (ξ Hya). Dá se pozorovat i malým hvězdářským dalekohledem jako drobná eliptická mlhavá skvrnka.